# Piekło Dolne
Piekło Dolne (kaszb. Piékło) – wieś w Polsce, położona w województwie pomorskim, w powiecie gdańskim, w gminie Przywidz.
Wieś jest częścią składową sołectwa Piekło Górne, według danych gminy, ludność sołectwa na dzień 30.06.2019 r. wynosiła 224 osoby.